# Skolen for Gastronomi, Musik & Design
Skolen for Gastronomi, Musik & Design er en kombineret Fri Fag- & Efterskole, der ligger tæt på Vejle. 
Efterskolen tilbyder både 9. og 10. klasse, som afsluttes med eksamen.
På 10. klasse er der mulighed for at vælge fysik, kemi, tysk.
Samtlige elever vælger desuden imellem en række linjefag indenfor gastronomi, mix, bager, konditor, musik, mode & design. Der blev i 2018 oprettet det nyt linjefag eSport.
Som fri fagskole kan skolen også tilbyde hold, hvor fagene dansk, engelsk og matematik er skiftet ud med fag som ernæringslære, økonomi, musikteori m.v.
Skolen har plads til 105 elever.